# Megalohyrax
Megalohyrax — це вимерлий рід травоїдних ссавців, що належав до групи даманоподібних, який жив у міоцені, олігоцені та еоцені, приблизно 55-11 мільйонів років тому. Його скам'янілості були знайдені в Африці та Малій Азії.

## Опис
Ця тварина сильно відрізнялася від нинішніх даманів і була значно більшою, зазвичай досягаючи розмірів тапіра і іноді перевищуючи 1.5 метра в довжину. Ноги були міцні, а тіло дуже масивне. Череп був довгим і низьким, на відміну від черепа сучасних даманів, і міг досягати 40 сантиметрів у довжину. Зубна формула Megalohyrax складалася з трьох різців, одного ікла, чотирьох премолярів і трьох молярів.

## Класифікація
Вперше він був описаний Ендрюсом у 1903 році. Типовим видом є Megalohyrax eocaenus, знайдений в районі Ель-Фаюм в Єгипті. Інші скам'янілості, які відносять до цього виду, були знайдені в Саудівській Аравії та Ефіопії.